# Attentat de Cherchell
L'attentat de Cherchell est une attaque terroriste islamiste contre l'Académie militaire interarmes de Cherchell le 26 août 2011. Le bilan définitif fait état de 18 morts et 26 blessés.

## Déroulement
Le 26 août 2011, l'Académie militaire interarmes de Cherchell est la cible de deux attentats-suicides. Un premier kamikaze, Abou Nouh, lance une grenade sur la cafétéria avant d'actionner sa ceinture explosive. Deux minutes plus tard, un second assaillant, nommé Abou Anas, fonce dans la cour du restaurant avec une moto piégée qu'il fait exploser au milieu de ceux qui fuyaient la première attaque. Le bilan est de 18 morts, dont deux civils, et 26 blessés,,.
Le 28 août, l'attentat est revendiqué par Al-Qaïda, dans un communiqué signé par Salah Abou Mohamed. Selon le commandant djihadiste, l'attaque a fait 36 morts et plus de 35 blessés et a été effectuée par deux kamikazes nommés Abou Anas et Abou Nouh. Le communiqué d'AQMI affirme également avoir planifié cette attaque en raison du soutien du gouvernement algérien au régime de Mouammar Kadhafi engagé dans la guerre civile libyenne.